# Fragmenta de viribus
Fragmenta de viribus é uma obra de referência em homeopatia publicada em Leipsic em 1805. O livro foi escrito pelo Dr. Samuel Hahnemann em latim, em dois pequenos volumes denominados Fragmenta de viribus medicamentorum: positivis sive in sano corpore humano observatis. A primeira parte destaca a patogenesia de 27 medicamentos e o segundo é uma obra indexada em ordem alfabética dos sintomas.